# Estèfan (escultor)
Estèfan (Stephanus, Στέφανος) fou un escultor que va exercir el seu art a Roma, però era probablement grec. Va viure al segle i aC i fou deixeble de Pasiteles i mestre de Menelau. Consta a dues inscripcions conservades, una a una estàtua de la Villa Albani que diu: ΞΤΕΦΑΝΟΞ ΠΑΞΙΤΕΛΟΨΞ ΜΑΘΗΤΗΞ ΕΠΟΙΕΙ i una altra a la Villa Ludovisi que diu ΜΕΝΕΛΑΟΞ ΞΤΕΦΑΝΟΨ ΜΑΘΗΤΗΞ ΕΠΟΙΕΙ. L'esmenta Plini com l'autor de les anomenades Hippiàdes a la col·lecció de Gai Asini Pol·lió